# Takahiro Nozaki
Takahiro Nozaki (jap. 野崎貴裕 Nozaki Takahiro; ur. 19 listopada 1974 w Honbetsu) – japoński łyżwiarz szybki.

## Kariera
Największy sukces w karierze Takahiro Nozaki osiągnął 20 stycznia 1995 roku w Davos, kiedy zajął trzecie miejsce w biegu na 5000 m w ramach Pucharu Świata. W zawodach tych wyprzedzili go jedynie Rintje Ritsma z Holandii kolejny Japończyk, Keiji Shirahata. Było to jego jedyne podium w zawodach tego cyklu. Najlepsze wyniki osiągnął w sezonie 1994/1995, kiedy był trzynasty w klasyfikacji końcowej 5000/10 000 m. W 1998 roku wystartował na igrzyskach olimpijskich w Nagano, gdzie rywalizację w biegu na 5000 m ukończył na siedemnastej pozycji. Był też między innymi czwarty na wielobojowych mistrzostwach świata w Baselga di Pinè w 1996 roku, gdzie był między innymi trzeci w biegach na 5000 i 10 000 m. Walkę o medal przegrał ostatecznie z Włochem Roberto Sighelem. W 2003 roku zakończył karierę.